# Скруп, Ричард (архиепископ)
Ричард ле Скруп (англ. Richard le Scrope; приблизительно 1350 — 8 июня 1405, Йорк, Йоркшир, Королевство Англия) — английский аристократ и священнослужитель, епископ Ковентри и Личфилда в 1386—1398 годах, архиепископ Йоркский с 1398 года. Сделал церковную карьеру при Ричарде II, в 1399 году поддержал переворот Генриха Болингброка. Позже поднял мятеж в союзе с северными лордами, потерпел поражение при Шиптон-Муре и был казнён вместе с Томасом Моубреем, 4-м графом Норфолком.

## Биография
Ричард родился приблизительно в 1350 году и стал третьим сыном Генри ле Скрупа, 1-го барона Скрупа из Месема, и его жены Джоан. Он принадлежал к влиятельной аристократической семье, представители которой владели обширными землями в северных графствах Англии.
Как младшему сыну, юному Скрупу была предначертана духовная карьера. Ричард изучал свободные искусства в Оксфорде, потом право в Кембридже. В 1375 году он стал лиценциатом права, с этого времени служил в канцелярии епископа Или и занимал пост капеллана в замке Тикхилл, принадлежавшем Джону Гонту. В 1378 году Скруп был назначен канцлером Кембриджского университета, к 1383 году он стал доктором обоих прав.
Ричард был рукоположен в сан диакона (1376), потом в сан священника (1377). Спустя пять лет он отправился в Рим и там специальной папской буллой был назначен деканом Чичестерского собора. Однако в последующие годы Скруп оставался в Риме. В 1386 году папа Урбан VI сделал его своим нотарием, потом — епископом Ковентри и Личфилда. В 1387 году Ричард вернулся, наконец, в Англию и принял епархию. В 1392 году он совершил миссионерскую поездку в Шотландию. В 1397 году король Ричард II направил Скрупа в Рим с важным поручением — добиться канонизации Эдуарда II; эта миссия закончилась неудачей, но монарх всё же сохранил своё доверие к Скрупу и в следующем году, когда освободилась кафедра архиепископа Йоркского, выдвинул именно его на эту важную должность. Хотя у соборного капитула был другой кандидат, папа утвердил Ричарда.
Когда Генрих Болингброк захватил власть в Англии, Скруп его поддержал. Архиепископ был в составе депутации, предложившей свергнутому Ричарду II подписать отречение от престола (29 сентября 1399 года), а на следующий день на заседании ассамблеи именно он зачитал акт об отречении и документ, в котором перечислялись все преступления бывшего монарха. В итоге королём был провозглашён Болингброк под именем Генриха IV; Скруп и архиепископ Кентерберийский тут же подвели его к пустому трону.
В последующие годы отношения между архиепископом и короной испортились. Родственники Скрупа, могущественные северные магнаты Перси, недовольные Генрихом IV, начали строить планы мятежа в пользу Эдмунда Мортимера, который считался при Ричарде наследником престола. В 1405 году Скруп и его союзник, 19-летний Томас Моубрей, 4-й граф Норфолк, решились на открытое выступление. Архиепископ составлял и распространял манифесты на английском языке, в которых говорилось о непосильных налогах, о всеобщем разорении и о необходимости передать корону законному наследнику Ричарда, а Генрих IV фигурировал в тексте как узурпатор и нарушитель клятвы. Мятежники собрали армию в восемь-девять тысяч человек и двинулись от Йорка на север, к землям Моубрея, где к ним были готовы присоединиться сэр Джон Фоконберг и другие местные рыцари. По-видимому, Моубрей и Скруп хотели объединить свои силы с графом Нортумберлендом и бароном Бардольфом. Однако сын короля Джон (впоследствии герцог Бедфорд) и Ральф Невилл, граф Уэстморленд, рассеяли войско Фоконберга у Топклиффа, а 29 мая преградили Скрупу и Моубрею путь у Шиптон-Мура.
Уэстморленд притворился, что настроен миролюбиво, и предложил командирам мятежников личную встречу. Моубрей был категорически против, но Скруп всё же настоял на том, чтобы начать переговоры; когда граф-маршал и архиепископ приехали на встречу с Невиллом, тот приказал их схватить, а их люди разбежались. Пленников привезли в Понтефракт. Туда не позже 3 июня приехал из Уэльса король, решивший, что мятежники должны умереть именно там, где они подняли знамя восстания. В состав сформированной им судейской комиссии вошли Томас Бофорт (единокровный брат Генриха IV), Томас Фицалан, 12-й граф Арундел (дядя Моубрея), и главный судья Уильям Гаскойн. Однако 8 июня, когда король приказал Гаскойну вынести приговор, тот отказался судить духовное лицо; вместо него решение комиссии было объявлено сэром Уильямом Фулторпом — человеком сведущим в законах, но не имевшим статуса судьи. Моубрей, Скруп и их соратник сэр Уильям Пламптон были приговорены к казни через отсечение головы. Это решение поддержали Фицалан и Бофорт, действовавшие как констебль и маршал соответственно.
В тот же день, 8 июня 1405 года, когда в Йорке шёл праздник святого Вильгельма, осужденных повели на казнь. Она состоялась на поле за городскими стенами при большом стечении народа. Свидетели сообщают, что Скруп постарался подбодрить юного графа, явно боявшегося смерти. Первым обезглавили Моубрея, потом — архиепископа, причём последний перед смертью попросил палача нанести ему пять ударов «в память о пяти ранах Христа». Палач выполнил его просьбу. Тело Скрупа похоронили в Йоркском соборе.

## Память
Папа Иннокентий VII отлучил от церкви всех причастных к суду над Скрупом и к его казни. Однако архиепископ Кентерберийский Томас Арундел отказался обнародовать в Англии папскую буллу, а в 1407 году решение Иннокентия было отменено Григорием XII. В дальнейшем многие считали Скрупа святым мучеником, пострадавшим за веру. Его портреты часто встречаются в английских молитвенниках вплоть до эпохи Реформации. В современной историографии выступление архиепископа против короны, как правило, связывают с решением Генриха о временной конфискации земель духовенства; при этом причины, по которым Скруп примкнул к открытому мятежу, остаются неясными.
Ричард ле Скруп стал персонажем исторических хроник Уильяма Шекспира «Генрих IV, часть 1» и «Генрих IV, часть 2». В этих пьесах описываются участие Скрупа в мятеже Перси, переговоры в Шиптон-Муре, предательство Уэстморленда и арест Скрупа и Моубрея.
В телесериале «Пустая корона» (экранизация исторических хроник Шекспира) роль архиепископа Скрупа исполнил Николас Джонс.